# Sten Sture il Giovane
Sten Sture il Giovane, o Sten Sture den yngre (1493 – 1520), governò la Svezia sotto l'Unione di Kalmar fra il 1512 e il 1520.
Nacque nel 1493, figlio del reggente Svante Nilsson, un discendente della famiglia Sture, e di Iliana Gädda. Fu ferito a morte alla battaglia di Bogesund il 19 gennaio 1520, nell'ultima parte della guerra di Cristiano II di Danimarca contro la Svezia, e morì sul ghiaccio del lago Mälaren sulla via di ritorno verso Stoccolma. Il suo matrimonio con Cristina Gyllenstierna, pro-pronipote del Re Carlo VIII di Svezia, nel 1511, diede vita al figlio Svante Stensson Sture, poi creato Primo Conte Sture.

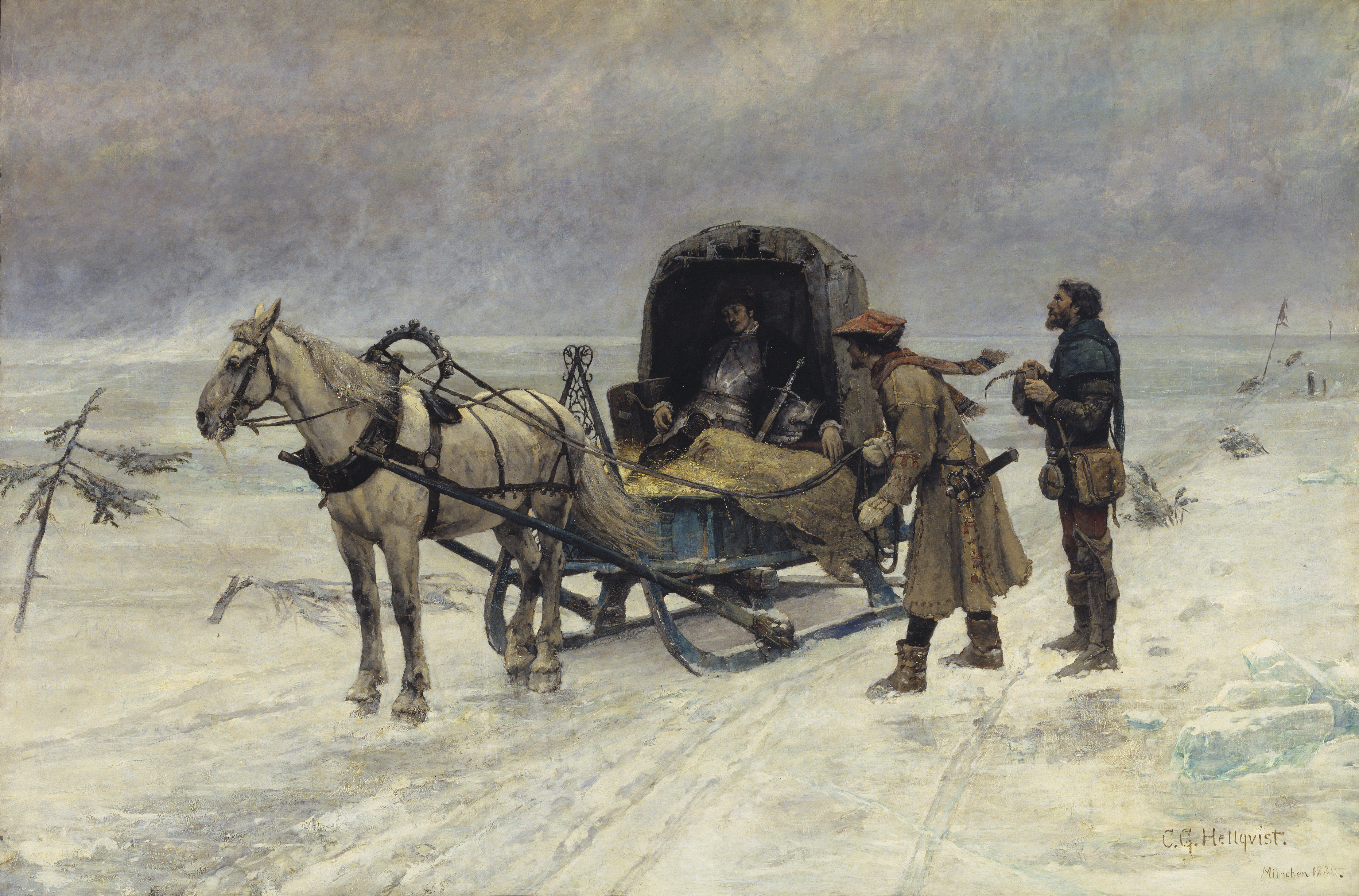
La morte di Sten Sture il Giovane sul ghiaccio del lago Mälaren.
Dipinto di Carl Gustaf Hellqvist (1880).